# アドラ・マジック・シティ
アドラ・マジック・シティ（Adora Magic City、愛達・魔都号）、またはアドーラ・マジック・シティは、アドラ・クルーズ（愛達郵輪）が運航しているクルーズ客船。

## 概要
中国船舶工業集団（CSSC）とカーニバル・コーポレーションの合弁会社であるアドラ・クルーズ初の新造船で、中国の上海外高橋造船で建造され、2023年11月4日に引き渡された。
船価は7億5千万ドル。
本船は中国で建造された初の大型外洋クルーズ客船で、カーニバルのヴィスタ・クラスをベースとして、イタリアのフィンカンティエリ造船所の技術支援を受けて建造が行われた。
2024年1月1日に上海起点の韓国日本クルーズでデビューした。
日本へは、2023年12月27日に試運転で鹿児島に寄港していたが、営業運航での来航は2024年1月4日に長崎へ寄港したのが初であった。
また、アドラ・クルーズでは本船の拡大型「アドラ・フローラ・シティ（Adora Flora City、愛達・花城号）」を建造中で、2026年末に竣工予定。